# SimpleText
SimpleText（シンプルテキスト）とは Classic Mac OS においてテキストファイルを編集するためのシンプルなテキストエディタ。SimpleTextの前身はTeachTextと呼ばれる、フォント情報の埋め込みに対応していない、よりシンプルなテキストエディタだった。
Classic Mac OSに必ず付属しているので、誰でもテキストファイルが読める。スタイルテキストや画像、QuickTimeムービーが扱えるので、プレーンテキストより表現力豊かな文章が記述できる。ただし、32KBを超えるテキストファイルは扱えない。これはClassic Mac OSのテキストエディタを作るためのAPI「TextEdit」の仕様によるもの。
macOSでは、より優れたテキストエディタであるテキストエディット が採用されているが、Apple Developer Toolsの中に、Carbon化されたSimpleTextが残されている。ただしLeopardではコンパイルしても正常に動作しない。
一般に、Classic Mac OS上のフリーソフトはSimpleTextによるメディアリッチなマニュアルが付属する場合が多い。この名残か、現在でもmacOS上のフリーソフトにはテキストエディットにより作られたRTF形式のマニュアルが付属する場合が多い。